# D.R.I.
Dirty Rotten Imbeciles, beter bekend onder de afkorting D.R.I. is een Amerikaanse rockband in het crossovergenre.

## Geschiedenis

### 1982-1986
D.R.I. werd opgericht op 2 mei 1982 in Houston, Verenigde Staten. De originele line-up bestond uit Spike Cassidy (gitaar), Kurt Brecht (zang), Eric Brecht (drums) en Dennis Johnson (basgitaar).
De groep oefende in het ouderlijk huis van de gebroeders Brecht. De overlast zorgde ervoor dat vader Brecht in een woedende bui verantwoordelijk werd voor het ontstaan de bandnaam. Ook was hij een inspiratiebron voor het nummer ‘Madman’. Al na twee maanden gaf de band zijn eerste optreden. Op 6 en 7 november 1982 maakte de band zijn eerste opnames. 22 nummers met een totale lengte van 18 minuten werden samen op een single uitbegracht, getiteld Dirty Rotten EP in een oplage van 1000 exemplaren. In 1983 werd de ep door de groeiende vraag heruitgebracht op lp-formaat onder de naam Dirty Rotten LP.
In 1983 verhuisde de groep naar San Francisco waar de bandleden leefden in een busje en in daklozencentra aten tussen optredens. Bassist Johnson werd eerst vervangen door Sebastian Amok en later door Josh Pappé. De volgende opnames kwamen uit (4 nummers) op single formaat onder de titel Violent Pacification. Na een tournee in 1984 werd drummer Eric Brecht vervangen door Felix Griffin.
De tweede lp, Dealing with it kwam uit in maart 1985. Hoewel er iets meer metalinvloeden hoorbaar waren, was dit album in essentie nog steeds een hardcorepunkalbum.

### 1987-1996
Vanaf het album Crossover uit 1987 deed de band de titel eer aan. Het album kon niet meer tot de hardcore punk gerekend worden. Vanaf dit album bleek de band belangrijk in zowel de punk als de metal stromingen.
Optredens trokken fans uit beide genres. Aanvankelijk typerende punk-activiteiten als slamdance en stagediving werden zo geopenbaard aan het tevens aanwezige metalpubliek.
Het album Four of a kind kwam uit in 1988, bevatte langere composities, een transparante productie en zette de eerder ingezette crossover-koers door, doch het album leek het heilige vuur en dynamiek van de vorige albums te ontberen. Er werd een videoclip opgenomen van het nummer Suit and tie guy. Daarnaast werd de Dirty Rotten LP opnieuw uitgebracht tezamen met de Violent pacification-ep op zowel lp als cd. Na de tournee verliet bassist Pappé de groep om volledig lid te worden van Gang Green. Hij werd vervangen door John Mentor. Al in september 1989 zag een nieuw album het licht, Thrash zone. Het album zat stilistisch tussen Crossover en Four of a kind. De nummers Beneath the wheel en Abduction schopten het tot videoclip. Drummer Griffin werd hierna vervangen door Rob Rampy.
Hierna bleef het 3 jaar stil wat studio-opnames betrof totdat het album Definition uitkwam. Het nummer Acid reign werd een redelijk succesvolle videoclip, o.a. door vertoning op MTV's "Beavis and Butthead". De band ging op tournee in het voorprogramma van de band Testament. Na de tournee werd bassist Mentor vervangen door Chumly Porter.
Laat in 1995 zag het tot op heden laatste studioalbum het levenslicht, Full speed ahead.

### 1997-2005
In 1997 en 1998 toerde de groep intensief de wereld rond. Harald Oimoen wordt vaste bassist in 1999. In 2000 was er onenigheid tussen gitarist Cassidy en manager Ron Peterson. Het leidde tot ontslag van laatstgenoemde en een zoektocht naar een nieuw platenlabel. Vanaf 2003 bracht het label Beer City oude D.R.I.-albums opnieuw uit. In 2004 ging D.R.I. op tournee door de VS en Europa. Ondanks de roep door fans en media, verscheen er maar geen nieuw studioalbum.
Tijdens de tournee van 2004 werd een demo met 4 nieuwe nummers opgenomen en een album aangekondigd.

### 2006 - heden
In maart 2006 wordt bij gitarist Cassidy darmkanker geconstateerd, waarvan hij later herstelde.

## Bandleden
- Spike Cassidy – gitaar
- Kurt Brecht – zang
- Brandon Karns – drums
- Harald Oimoen – basgitaar

## Discografie
- Dirty Rotten EP
- Violent pacification
- Dealing with it
- Crossover
- Four of a kind
- Thrash zone
- Definition
- Full speed ahead